# Gyeplabda a 2014. évi nyári ifjúsági olimpiai játékokon
A 2014. évi nyári ifjúsági olimpiai játékokon a gyeplabda mérkőzéseinek Nankingban a Youth Olympic Sports Park adott otthont augusztus 17. és 27. között. A fiúknál és a lányoknál is 6–6 csapat szerepelt.

## Naptár
Az időpontok helyi idő szerint (UTC+8) értendők.
| Dátum         | Időpont | Versenyszám                                           |
| ------------- | ------- | ----------------------------------------------------- |
| Augusztus 17. | 16:00   | Fiú csoportkör Lány csoportkör                        |
| Augusztus 18. | 16:00   | Fiú csoportkör Lány csoportkör                        |
| Augusztus 19. | 16:00   | Fiú csoportkör Lány csoportkör                        |
| Augusztus 20. | 16:00   | Fiú csoportkör Lány csoportkör                        |
| Augusztus 21. | 16:00   | Fiú csoportkör Lány csoportkör                        |
| Augusztus 23. | 16:00   | Fiú, negyeddöntők Lány, negyeddöntők                  |
| Augusztus 24. | 16:00   | Lány 9–10. helyért Lány, 5–8. helyért Lány, elődöntők |
| Augusztus 25. | 16:00   | Fiú 9–10. helyért Fiú, 5–8. helyért Fiú, elődöntők    |
| Augusztus 26. | 16:00   | Lány, helyosztók                                      |
| Augusztus 27. | 16:00   | Fiú, helyosztók                                       |

## Éremtáblázat
(A táblázatokban a rendező ország eltérő háttérszínnel, az egyes számoszlopok legmagasabb értéke vastagítással kiemelve.)
| A 2014. évi nyári ifjúsági olimpiai játékok éremtáblázata gyeplabdában | A 2014. évi nyári ifjúsági olimpiai játékok éremtáblázata gyeplabdában | A 2014. évi nyári ifjúsági olimpiai játékok éremtáblázata gyeplabdában | A 2014. évi nyári ifjúsági olimpiai játékok éremtáblázata gyeplabdában | A 2014. évi nyári ifjúsági olimpiai játékok éremtáblázata gyeplabdában | Olimpia  |
| ---------------------------------------------------------------------- | ---------------------------------------------------------------------- | ---------------------------------------------------------------------- | ---------------------------------------------------------------------- | ---------------------------------------------------------------------- | -------- |
|                                                                        | Ország                                                                 | Arany                                                                  | Ezüst                                                                  | Bronz                                                                  | Összesen |
| 1.                                                                     | Ausztrália (AUS)                                                       | 1                                                                      | 0                                                                      | 0                                                                      | 1        |
| 1.                                                                     | Kína (CHN)                                                             | 1                                                                      | 0                                                                      | 0                                                                      | 1        |
|                                                                        |                                                                        |                                                                        |                                                                        |                                                                        |          |
| 3.                                                                     | Hollandia (NED)                                                        | 0                                                                      | 1                                                                      | 0                                                                      | 1        |
| 3.                                                                     | Kanada (CAN)                                                           | 0                                                                      | 1                                                                      | 0                                                                      | 1        |
|                                                                        |                                                                        |                                                                        |                                                                        |                                                                        |          |
| 5.                                                                     | Argentína (ARG)                                                        | 0                                                                      | 0                                                                      | 1                                                                      | 1        |
| 5.                                                                     | Spanyolország (ESP)                                                    | 0                                                                      | 0                                                                      | 1                                                                      | 1        |
|                                                                        |                                                                        |                                                                        |                                                                        |                                                                        |          |
| Összesen                                                               | Összesen                                                               | 2                                                                      | 2                                                                      | 2                                                                      | 6        |

## Érmesek

### Fiú
| A 2014. évi nyári ifjúsági olimpiai játékok érmesei fiú gyeplabdában | A 2014. évi nyári ifjúsági olimpiai játékok érmesei fiú gyeplabdában | A 2014. évi nyári ifjúsági olimpiai játékok érmesei fiú gyeplabdában | A 2014. évi nyári ifjúsági olimpiai játékok érmesei fiú gyeplabdában |
| -------------------------------------------------------------------- | -------------------------------------------------------------------- | -------------------------------------------------------------------- | -------------------------------------------------------------------- |
| Arany                                                                | Ezüst                                                                | Bronz                                                                |                                                                      |
| Ausztrália (AUS)                                                     | Kanada (CAN)                                                         | Spanyolország (ESP)                                                  |                                                                      |

### Lány
| A 2014. évi nyári ifjúsági olimpiai játékok érmesei lány gyeplabdában | A 2014. évi nyári ifjúsági olimpiai játékok érmesei lány gyeplabdában | A 2014. évi nyári ifjúsági olimpiai játékok érmesei lány gyeplabdában | A 2014. évi nyári ifjúsági olimpiai játékok érmesei lány gyeplabdában |
| --------------------------------------------------------------------- | --------------------------------------------------------------------- | --------------------------------------------------------------------- | --------------------------------------------------------------------- |
| Arany                                                                 | Ezüst                                                                 | Bronz                                                                 |                                                                       |
| Kína (CHN)                                                            | Hollandia (NED)                                                       | Argentína (ARG)                                                       |                                                                       |